# Gheorghe Ciuhandu
Gheorghe Ciuhandu (født 15. juni 1947) er en rumænsk politiker.
Han er borgmester i Timişoara siden 1996. Han var leder af det Kristelig-demokratiske Nationale Bondeparti i 2004-07 og var dets præsidentkandidat i Rumæniens præsidentvalg 2004 og fik 1.9% af stemmerne.